# 右手愛美
右手 愛美（うて まなみ、1987年8月24日 - ）は、日本の女優、歌手、ファッションモデル、タレント、プロデューサー。愛知県小牧市出身。かつて浅井企画に所属していた。劇団「ピヨピヨレボリューション」主宰。

## 来歴
- ローティーン向けファッション雑誌「ピチレモン」のモデル（ピチモ）として2001年芸能界入り[1]。うてちんの愛称で親しまれる[2]。
- 2003年に同誌のモデルである原田百合果、浅田美穂、壁谷明音と「ピポ☆エンジェルズ」を結成し、3枚のCDをリリース。
- ソロとしてもドラマ等の出演をこなすかたわら、2005年にインディーズレーベル「ナナイロ・レコード」を立ち上げ、HΛLプロデュースのシングル「虹のトビラ」でデビュー。規定枚数を売り上げることで次作が製作されるという条件の下、イベントやライヴ会場での即売を中心に販売枚数を重ね、3か月をかけて3,000枚を完売。完売までの残り枚数は公式サイトにカウントダウン形式で掲載され、随時更新されていた。続くセカンドシングル「あたしのとなり」もHΛLをプロデューサーに迎え、5か月で5,000枚を完売。2006年秋にレコード会社#日本国内の主なレコード会社（メジャー・レーベル）でCDデビューすることが決定した。しかし、この決定については、残りおよそ700枚だったカウントダウンがピチレモン誌上での発表に合わせて突然にゼロとなったという経緯がある。
- 2006年春、高校卒業を機に上京。4月には第5回モルディブイメージガールコンテストでグランプリを受賞。ピチレモン2006年6月号で、専属モデルの卒業が発表された[2]。
- 2007年からは「ENVY」などの年齢層が上の雑誌のモデルとして活動。また、ミスFLASH2007ファイナリストにも選出されている。同年11月からは、追留愛美や加戸佑香利らモデル・女優仲間とともにアクセサリーをプロデュース。

週刊誌では水着グラビアやセミヌードも披露している。。
- 本業であったファッションモデルを休止し、女優業に専念。2009年はひょっとこ乱舞・柿喰う客など注目の劇団にゲスト参加。
- 2010年の柿喰う客「The Heavy User」フランス・トルコ公演では、高速早口言葉で外国人を圧倒[2]。また、同年10月より放送の「方言彼女。」では、得意の名古屋弁を披露する[3]。
- 2012年、舞台「退屈なアイドル」で、初めて脚本と演出を担当する。
- 2013年4月より2014年3月まで、日本テレビ「PON!」の火曜・金曜担当の「お天気お姉さん」としてレギュラー出演。
- 2015年4月、「ライブstyle演劇」を体現する劇団「ピヨピヨレボリューション」を創設、主に脚本・作曲を担当し、出演もする[4]。旗揚げ公演「土砂降りぶりっこ」、第2回公演「妖怪パラダイス」を経て、2016年4月には、第3回公演「Gliese」を上演。同作品は初の1ヶ月に渡るロングラン公演であるとともに、全36ステージにリジッター企画、劇団フルタ丸、スパローズ、日本女子プロ将棋協会等の日替わり団体ゲストが出演、観客動員数2000人を突破した[5]。
- バチェラー2配信日には、妊娠が発覚。小柳津とは別の男性との子供であると報告。参加中に交際していた事は否定している。 2018年3月23日に7つ年下の一般男性と入籍していたことも報告。同年11月9日に第1子となる男児(長男)を出産[6]。さらに2020年12月25日に第2子となる男児(次男)を出産[7]。
- 2022年3月、東京都から地元の愛知県小牧市に移住していた事を明らかにした[8][9][10]。
- 2025年3月31日、かつて所属していた浅井企画を退所[11]。

## 出演

### テレビ

#### バラエティ・情報番組
- Parky Party（2002年12月 - 2003年9月、テレビ東京）
- 遊びに行こっ!（2004年3月 - 2004年9月、テレビ愛知）- メインパーソナリティ
- ピチレモンがやってくる! ハロピチピチモ放送局（2004年8月、仙台放送）
- リンカーン（2006年7月18日、TBS）
- 『ぷっ』すま（2006年、テレビ朝日）
- 方言彼女。（2010年10月4日 - 、テレビ埼玉）
- Music Birth+ BATTLE（2010年12月5日・12月19日、TBS）[12]
- 100秒博士アカデミー（2014年2月4日、TBS）
- PON!（2013年4月2日 - 2014年3月28日、日本テレビ）- 火曜日・金曜日のお天気お姉さん担当
- ポシュレデパート深夜店 消費税増税直前!大セール開幕戦SP（2014年3月28日、日本テレビ）[12]
- 芸人報道 今年正念場を迎える芸人さんSP（2014年3月4日、日本テレビ）
- うまいッ!（2014年7月13日 - 、NHK）- レポーター
- 世界行ってみたらホントはこんなトコだった!?（2014年10月22日・11月 5日、フジテレビ）
- キスマイBUSAIKU!?（2015年7月31日、フジテレビ）- マイコ 役
- 東京クラッソ!NEO（MXTV）
- ぐるっと!（2024年4月2日 - 、NHK名古屋） - MC[13]

#### ドラマ
- 奥さまA（2003年11月、名古屋テレビ）- 木村琴乃 役
- 怪談新耳袋
  - ふたりぼっち編 第57話「欠席届」（2005年3月、BS-i）- 栄子 役
  - 絶叫編 右「牛おんな」（2007年7月7日、BS-i）[12]
- Room Of King（2008年、フジテレビ）
- 誰も守れない（2009年、フジテレビ）
- 夏の恋は虹色に輝く（2010年、フジテレビ）
- 美咲ナンバーワン!!（2011年、日本テレビ）

### 映画
- 真木栗ノ穴（2008年10月18日公開、深川栄洋監督、第20回 東京国際映画祭「日本映画・ある視点」公式出品作品）
- 誰も守ってくれない（2009年1月24日公開、君塚良一監督）
- ドロップ（2009年3月20日公開、品川ヒロシ監督）
- evidence（2009年11月7日公開、柿沼岳志監督）[14]
- GANTZ（2011年1月29日公開、佐藤信介監督）
- ブーケ 〜a bouquet〜（2014年5月10日公開、五藤利弘監督）
- 騒音（2015年5月23日公開、関根勤監督）

### ラジオ
- ピチモのサタ・ピチ（2002年、TBS）
- ピポ☆エンジェルズのハッピーラブチャット!!（2006年、FM大阪）
- キャイ〜ンのタマラン♪（2014年4月 - 、文化放送）- コーナーレギュラー

### Web
- ピチモでドラマ ~私がモデルになれた理由(わけ)~（2005年12月 - 2006年2月、Webドラマ全4話）- 主演・右手愛美 役 / 主題歌
- リアルシスター（2007年、富沢義彦監督・旭正嗣監督、Webシネマ）- 主演
- 地球はともだち 〜AKIBA（秋葉原）48時間生放送!!〜（2010年10月、あっ!とおどろく放送局）
- 劇団秋葉（2010年10月 - 12月、あっ!とおどろく放送局）- メインパーソナリティ
- tezya ハッピーアワー レインボーロックショー（2011年1月 - 6月、あっ!とおどろく放送局）
- ForActors ~女優 右手愛美~（2014年11月3日 - 28日、YouTubeチャンネル）[15]
  - Vol. 90 モデルのスタート / Vol. 91 子供時代 / Vol. 92 学生時代 / Vol. 93 モデル / Vol. 94 ファッション業界 / Vol. 95 アイドル / Vol. 96 歌う / Vol. 97 挫折 / Vol. 98 役者 / Vol. 99 台詞 / Vol. 100 映画 / Vol. 101 舞台 / Vol. 102 CM / Vol. 103 プロデュース / Vol. 104 芸能事務所 / Vol. 105 SNS / Vol. 106 PON! お天気お姉さん / Vol. 107 演出・脚本 / Vol. 108 日常生活 / Vol. 109 仕事
- バチェラー・ジャパン　シーズン2（2018年5月25日 - 、Amazonプライム・ビデオ）

### CM
- マクドナルド ハッピーセット（2003年9月）
- タカラ OSHALEG!（2002年10月 - 2003年4月）
- タカラ GEIGEKIゴーゴーシューティング（2003年4月 - 2004年3月）
- タカラ リメイクラブ（2003年、店頭用VP）
- コナミ エレビッツ(2006年11月)
- 大正製薬 リポビタンファイン（2007年）
- 富士フイルム FinePix（2010年）
- タカラトミー 人生ゲーム（2010年）
- ANA 旅割REVIEW「冬の旅ガール」（2010年）
- ANA 旅割REVIEW「春の旅ガール」（2011年）
- サントリー トリスハイボール「家のみ」篇（2011年）
- 経済産業省 岡山県倉敷市 地域振興短編ドラマ「うちのおじいちゃん」（2011年）
- ジョリーパスタ（2011年）- 関西地区のみOA
- パナソニック「ラムダッシュ×方言彼女。」（2012年）
- ライトオン「ライトオン×方言彼女。」（2012年）

### スチール
- ナルミヤ・インターナショナル エンジェルブルー（2002年）
- ナルミヤ・インターナショナル デイジーラヴァーズ（2002年）

### ゲームソフト
- 428 〜封鎖された渋谷で〜（Wii用ゲームソフト）- 磯千晶 役

### 舞台
- タンバリンプロデューサーズ「蜘蛛之巣医院」（2007年2月28日 - 3月4日、東放ミュージックカレッジ クロスロード）- 主演
- タンバリンプロデューサーズ「LUNAR BUS 720」（2007年11月22日 - 25日、麻布ディアプラッツ、演出：富沢義彦）- 主演
- ジョーズカンパニー「ココ・スマイル5 〜明日へのロックンロール〜」（2007年8月22日 - 26日、全労済ホールスペース・ゼロ）
- 岡部企画「長崎の鐘」（2008年6月26日 - 30日、紀伊国屋ホール、演出：岡部耕大）
- ひょっとこ乱舞「旅がはてしない」（2009年7月17日 - 21日、東京芸術劇場小ホール、演出：広田淳一）
- Artist☆Artistプロデュース「僕の東京日記」（2009年9月2日 - 4日/六行会ホール、演出：小川絵梨子）
- 柿喰う客スポーツ演劇「すこやか息子」（2009年12月25日 - 27日、王子小劇場、演出：中屋敷法仁）
- 渋ハチプロデュース「花いちもんめ」（2010年1月29日 - 31日、笹塚ファクトリー、演出：高橋努）
- 柿喰う客「The Heavy User」（2010年2月27日 - 7月21日、東京「仙功寺」本堂・大阪 インディペンデントシアター・フランス ブザンソン・トルコ イスタンブール）
- 柿喰う客「露出狂」（2010年5月19日 - 6月8日、東京 王子小劇場・大阪 精華小劇場）
- 劇団秋葉 〜GEKIAKI〜「劇団秋葉 第1章」（2010年9月22日 - 26日、DRESS AKIBA HALL）
- キャラメルボックス×柿喰う客「ナツヤスミ語辞典」（2011年8月3日 - 11日、新国立劇場小ホール）
- 柿喰う客「悩殺ハムレット」（2011年、シアタートラム、演出：中屋敷法仁）
- 柿喰う客「鉄の都」（2011年10月22日 - 23日、枝光本町商店街アイアンシアター）
- ディナーショー「退屈なアイドル」（2012年9月30日、アルファクロス、脚本・演出：右手愛美）
- アリスインプロジェクト×劇団北京蝶々「ダウト! 国立公安女子校」（2012年10月15日 - 28日、銀座博品館劇場）[16]
- Theatre Polyphonic 音楽冒険活劇「ペール・ギュント」（2012年12月4日 - 9日、日暮里 d-倉庫）
- 音楽朗読劇「おんなのフシダラケ」（2013年11月30日、ステージカフェ下北沢亭、脚本・演出：右手愛美）
- 燐光群「現代能楽集 初めてなのに知っていた」（2014年3月16日 - 31日、下北沢ザ・スズナリ、脚本・演出：坂手洋二）
- 音楽朗読劇「未熟な、ふるんちゅ」（2014年4月11日 - 13日 ステージカフェ下北沢亭、2014年5月23日 宇都宮 すまいるプラザ OTOSQ、脚本・演出：右手愛美）
- チームホッシーナ カフェ公演「ダルマdeシアター PART3」（2014年6月5日 - 15日、APOCカフェ、脚本・演出：保科由里子）
- ピヨピヨレボリューション Vol.1「土砂降りぶりっこ」（2015年4月14日 - 19日、SPACE雑遊、脚本・作曲：右手愛美）
- □字ック「鬼FES2015」- ピヨピヨレボリューション「土砂降りぶりっこエピソードZERO」（2015年7月20日、シアター風姿花伝、脚本・作曲：右手愛美）
- ピヨピヨレボリューション Vol.2「妖怪パラダイス」（2015年9月16日 - 21日、浅草花やしき、脚本・作曲：右手愛美）
- 大和メ組「あるハロウィンの物語」- ピヨピヨレボリューション「妖怪パラダイス 〜 豆狸だぽん! 〜」(2015年10月29日 - 30日、ギャラリー絵空箱、脚本・作曲：右手愛美)
- ピヨピヨレボリューション Vol.3「Gliese」(2016年4月1日 - 30日、シアターノルン、脚本・作曲：右手愛美)
- ジョ―＆マリ プロジェクト「熱闘!! 飛龍小学校☆パワード」(2016年6月18日 - 26日、シアターサンモール、作・演出：西田シャトナー) [17]
- カンコンキンシアター30「クドい!」- 82歳まで生きる事に決めました!（2016年8月5日 - 14日、東京グローブ座）[18]

### トークライブ
- うてちゃんねる
  - Vol.1 (2016年2月20日、LIVE space anima、ゲスト：和田俊輔）
  - Vol.2 (2016年3月20日、LIVE space anima、ゲスト：那珂村たかこ / 六川裕史）
  - Vol.3 (2016年4月25日、LIVE space anima、ゲスト：おかざきめぐみ）
  - Vol.4 (2016年5月21日、LIVE space anima、ゲスト：北野克哉）
  - Vol.5 (2016年6月27日、LIVE space anima、ゲスト：荻窪えき）
  - Vol.6 (2016年7月31日、LIVE space anima、ゲスト：保坂萌）
  - Vol.7 (2016年8月22日、LIVE space anima、ゲスト：HIDEKiSM）
  - Vol.8 (2016年9月11日、LIVE space anima、ゲスト : 萌木七海)
  - Vol.9 (2016年10月11日、LIVE space anima、ゲスト : 三科喜代 / 加藤美佐江)
  - Vol.10 (2016年11月13日、LIVE space anima、ゲスト: 渡邊安理)
  - Vol.11 (2016年12月20日、LIVE space anima、ゲスト : あずさ)
  - Vol.12 (2017年1月19日、LIVE space anima、ゲスト : 今村美乃・激嬢ユニットバス)
  - Vol.13 (2017年2月18日、LIVE space anima、ゲスト : 渡邊安理 / あずさ / 今村美乃 / おかざきめぐみ / HIDEKiSM / 六川裕史 他 -「うてちゃんねる大感謝祭 with gull2 cafe」として)
  - Vol.14 (2017年3月25日、LIVE space anima、ゲスト : 東理紗)
  - Vol.15 (2017年4月24日、LIVE space anima、ゲスト : 岸田エリ子・演劇ユニット ルソルナ)
  - Vol.16 (2017年5月24日、LIVE space anima、ゲスト : 森一弥)
  - Vol.17 (2017年6月29日、LIVE space anima、ゲスト : 久保雄司 / 西村優駿)
  - Vol.18 (2017年7月25日、LIVE space anima、ゲスト : TANEKO・惑星アブノーマル)

## 脚本・演出

### 舞台
- 劇団K助「オムニー7」-「踊るモンスター」（2015年10月16日 - 18日、北沢タウンホール）

## ディスコグラフィ

### CD

#### 右手愛美 名義
1. 虹のトビラ（2005年7月27日、ナナイロ・レコード）- 3,000枚限定インディーズ作品
2. あたしのとなり（2005年12月14日、ナナイロ・レコード）- 5,000枚限定インディーズ作品
3. Go-Go-Fighteen!（2006年8月23日、コナミデジタルエンタテインメント）

#### ピポ☆エンジェルズ 名義
1. Luvly, Merry-Go-Round（2003年9月18日、2004年7月7日再発、ソニー・ミュージックレコーズ）
2. 100%ピュア（2004年2月18日、ソニー・ミュージックレコーズ）
3. ナナイロの楽園（2007年7月11日、インデックス ミュージック）

### DVD
- GROWING UP 右手愛美（2004年8月27日、ハピネット・ピクチャーズ）
- GROWING UP オムニバス!（2005年11月25日、ハピネット・ピクチャーズ）
- 右手愛美 arcobareno ~アルコバレーノ~（2005年11月25日、スリーコード）
- ピチモでドラマ ~私がモデルになれた理由(わけ)~（2006年3月21日、東映ビデオ）
- 右手愛美 JUMP!（2007年2月14日、コナミデジタルエンタテインメント）

## 書籍
- ピチレモン（2001年 - 2006年、学研）- 専属モデル
- エンタメ情報フリーペーパー Birth-day!! - レギュラーモデル
- コミック・ガンボ（デジマ）
- ヤングマガジン（講談社）
- BOMB（学研）
- ENVY（KKベストセラーズ）
- プレイボーイ（集英社）
- 月刊100アニバーサリー（新潮社）- 撮影：藤代冥砂[19]
- FINE BOYS（日之出出版）